# Paraphlegopteryx nigropunctata
Paraphlegopteryx nigropunctata är en nattsländeart som beskrevs av Weaver, Iii 1999. Paraphlegopteryx nigropunctata ingår i släktet Paraphlegopteryx och familjen kantrörsnattsländor. Inga underarter finns listade i Catalogue of Life.